# Lomikel
Lomikel je ústřední postava mytologie fiktivního národa Krhútů. Je to bůh kanálů a potrubí. Vymyslel ho český básník a bohém T. R. Field (Bohdan Šumavanský) a uvedl ho do literatury ve sbírce Lomikel na dlásnech (1937). Koncept později zpracoval a zpopularizoval Ervín Hrych v knize Krhútská kronika (1967).
Bůh Lomikel má tvar rovnoramenného trojúhelníku o výšce 93,5 cm a jeho podstava se nazývá vrávor. Nemá uši ani nos a pohybuje se cukavě po pluzních. Svůj hněv projevuje rourácením, které se někdy ozývá z výlevky, poté co je do ní nalita konev špíny (řečené správně kuchřeč neboli ihuhu).
Jeho družkou je bohyně Kvakev, jediná bohyně rodu mužského. Padne-li Lomikel na Kvakev, dochází k ponikvě.

## Citát
| „ | Není dobr ani zel bůh kanálů Lomikel! | “ |